# Nachal Zamir
Nachal Zamir (hebrejsky: נחל זמיר) je vádí v pahorkatině Šefela v Izraeli.
Začíná v nadmořské výšce přes 300 metrů v prostoru Národního parku Bejt Guvrin v lokalitě Be'er Zamir (באר זמיר). Směřuje pak k západu a severozápadu mírně se zahlubujícím údolím. Na jihozápadním okraji vesnice Bejt Guvrin ústí zleva do toku Nachal Guvrin, podél kterého zde vede dálnice číslo 35.